# Цюаньшань
Цюаньша́нь (кит. упр. 泉山, пиньинь Quánshān) — район городского подчинения городского округа Сюйчжоу провинции Цзянсу (КНР). Район назван в честь горы Цюаньшань.

## История
Район был образован в 1993 году на стыке трёх районов.
В 2010 году в состав района вошла часть земель расформированного района Цзюли (九里区).

## Административное деление
Район делится на 14 уличных комитетов.